# Gouvernement Grodno

Wappen des Gouvernement Grodno

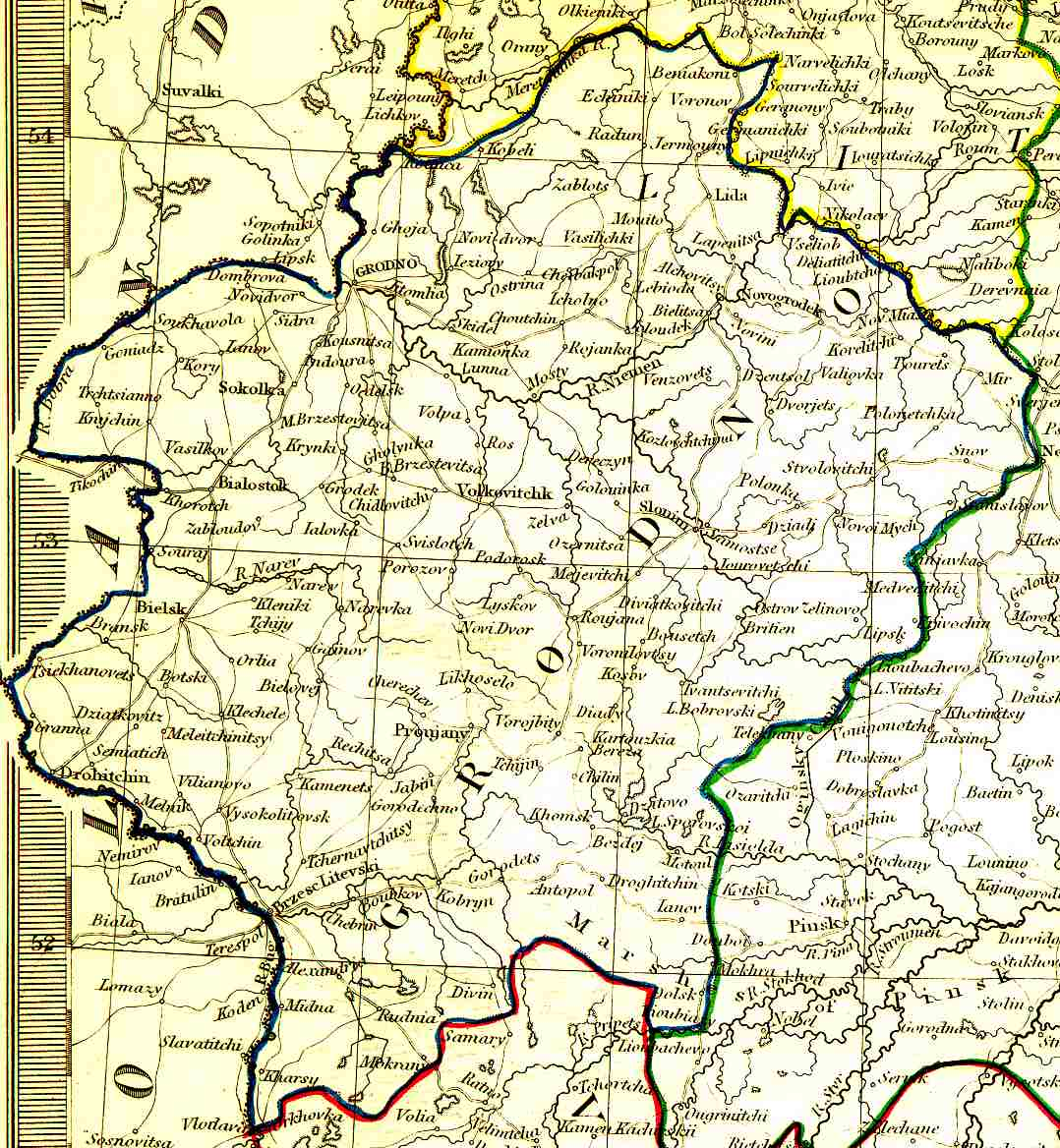
Karte des Gouvernement Grodno, 1834

Das Gouvernement Grodno (Гро́дненская губе́рнія) war ein Gouvernement im Russischen Kaiserreich. Es wurde 1801 eingerichtet und 1815 um die Gebiete um Białystok erweitert, die zuvor zum Herzogtum Warschau gehört hatten. Sein Gebiet gehört heute im westlichen Teil zu Polen, sonst aber zu Belarus.
Es hatte eine Fläche von etwa 38.669 km², Hauptstadt war Grodno (litauisch Gardinas). 

## Gliederung
Das Gouvernement war eingeteilt in die neun Kreise:
- Bjelistok (heute in Polen: Białystok)
- Bjelsk (heute in Polen: Bielsk Podlaski)
- Brest (damals auch Brest-Litowsk genannt)
- Grodno
- Kobrin (belaruss. Kobryn)
- Pruschany
- Slonim
- Sokolka (heute in Polen: Sokółka)
- Wolkowysk (belaruss. Waukawysk)

## Bevölkerung
Der ersten allrussischen Volkszählung 1897 zufolge hatte das Gouvernement 1.603.409 Einwohner. Davon waren  705.045 Belarussen, 362.526 Kleinrussen (d. h. Ukrainer), 278.542 Juden, 161.662 Polen, 74.143 Russen und 10.284 Deutsche. Der Rest waren Litauer und kleinere Gruppen.